# Ígor Diàkonov
Ígor Mikhàilovitx Diàkonov (rus: И́горь Миха́йлович Дья́конов - Leningrad, 30 de desembre del 1914 – Sant Petersburg, 12 de maig del 1999) fou un historiador, lingüista i traductor rus. Fou una gran autoritat en llenguatges de l'antic Orient Mitjà.